# Ren'ai Rider
«Renai♥Rider» (恋愛♥ライダー Love Rider?) es el segundo sencillo de la unit de Hello! Project, Buono!. "Renai♥Rider" fue usada para el segundo ending del anime Shugo Chara!.
«Renai♥Rider» fue lanzado el 6 de febrero de 2008 en Japón bajo la discográfica Pony Canyon. Se lanzó en dos ediciones diferentes: Normal y Limitada. La edición limitada incluía un DVD adicional. La primera impresión de la edición normal y limitada del sencillo venía con una postal con las miembros de Buono! y los personajes del anime Shugo Chara!.
La edición Single V fue lanzada el 13 de febrero de 2008.

## Créditos
- Renai♥Rider
  - Letra: Iwasato Yuuho
  - Composición: AKIRASTAR
  - Arreglos: Nishikawa Susumu

- Janakya Mottainai!
  - Letra: Kawakami Natsuki
  - Composición: Kobayashi Tetsuya
  - Arreglos: Chino Yoshihiko

## Lista de canciones

### CD
1. "Renai♥Rider" (恋愛♥ライダー?)
2. "Janakya Mottainai!" (じゃなきゃもったいないっ!?)
3. "Renai♥Rider" (恋愛♥ライダー?) (Instrumental)
4. "Janakya Mottainai!" (じゃなきゃもったいないっ!?) (Instrumental)

### DVD (edición limitada)
1. "Honto no Jibun" Multi Angle Performance from 2007-09-30 event at Yokohama BLITZ (「ホントのじぶん」マルチアングル機能つき（07.09.30 横浜BLITZ）?)

### Single V
1. "Renai♥Rider" (恋愛♥ライダー?) (Music Clip)
2. "Renai♥Rider" (恋愛♥ライダー?) (Making of)
3. "Renai♥Rider" (恋愛♥ライダー?) (Close Up Version)

## Actuaciones en televisión
- 10 de febrero de 2008: Haromoni@
- 15 de febrero de 2008: MUSIC JAPAN

## Actuaciones en conciertos
- Hello! Project 2008 Winter ~Wonderful Hearts Nenjuu Mu Kyuu~
- Hello! Project 2008 Winter ~Kettei! Haro☆Pro Award '08~
- Berryz Koubou & C-ute Nakayoshi Battle Concert Tour 2008 Haru ~Berryz Kamen vs Cutie Ranger~

## Puestos y ventas enOricon

### Sencillo
| Lunes | Martes | Miércoles | Jueves | Viernes | Sábado | Domingo | Ranking/Puesto semanal | Ventas |
| ----- | ------ | --------- | ------ | ------- | ------ | ------- | ---------------------- | ------ |
| –     | 3      | 9         | 8      | 4       | 10     | 15      | 7                      | 30 268 |
| 13    | 33     | 47        | –      | 48      | 40     | 40      | 38                     | 3242   |
| 39    | –      | –         | –      | –       | –      | –       | 86                     | 1141   |
| –     | –      | –         | –      | –       | –      | –       | 145                    | 603    |

Ventas totales: 35 254

### Single V
| Lunes | Martes | Miércoles | Jueves | Viernes | Sábado | Domingo | Ranking/Puesto semanal | Ventas |
| ----- | ------ | --------- | ------ | ------- | ------ | ------- | ---------------------- | ------ |
| –     | –      | –         | –      | –       | –      | –       | 6                      | 4508   |
| –     | –      | –         | –      | –       | –      | –       | 16                     | 1022   |

Ventas totales: 5530

## Eventos de promoción
Para promocionar el sencillo "Renai♥Rider" tuvieron lugar 8 eventos. Cada evento duró media hora.
- 14 de febrero de 2008: Tokio, Tokyo International Forum Hall; 15:30 y 18:30
- 17 de febrero de 2008: Fukuoka, Fukuoka International Hall; 18:00
- 23 de febrero de 2008: Aichi, Nagoya y Eastern Institute Hall; 13:30, 16:00 y 18:30
- 1 de marzo de 2008: Osaka, Osaka International Forum Hall; 15:30 y 18:00